# Codex Runicus

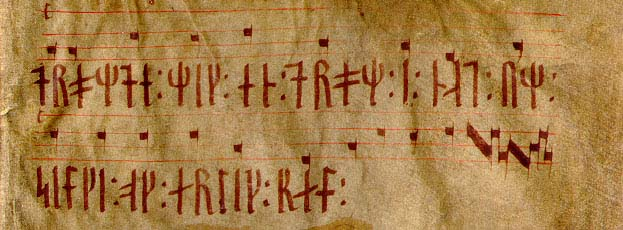
Zawarte w kronice nuty (neumy) i tekst (runy) piosenki Drømte mig en drøm i nat

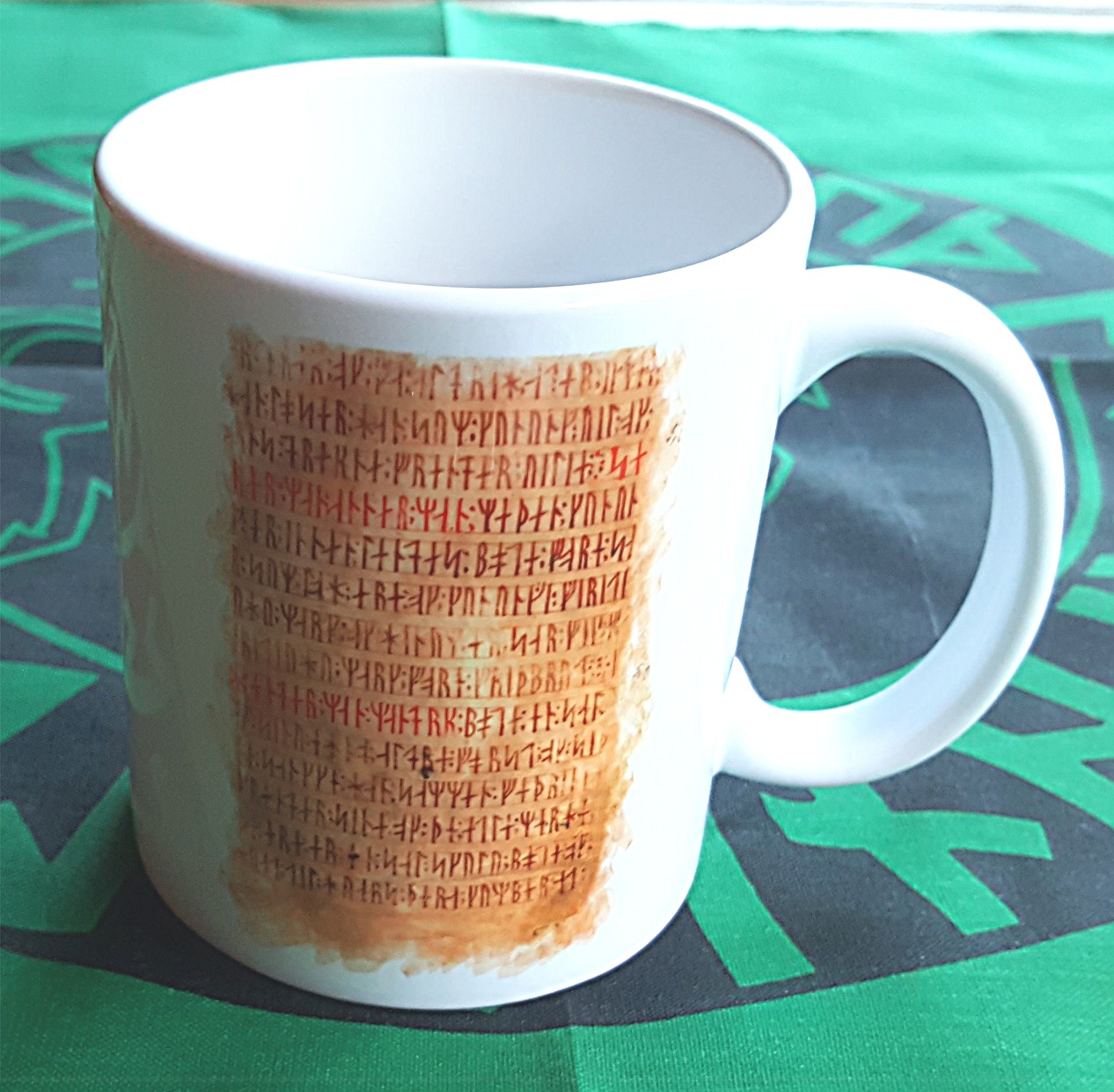
Kubek z fragmentem tekstu z Codex Runicus jako przykład recepcji zabytku w kulturze codziennej.

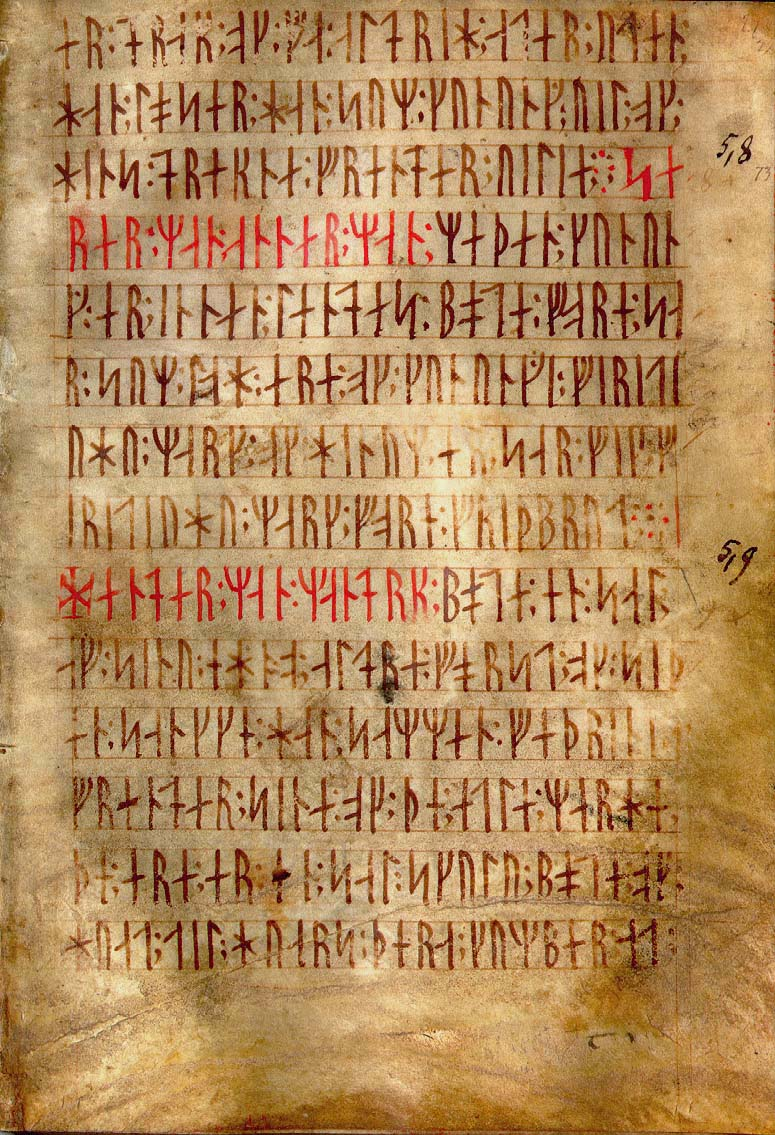
Jedna ze stron w Codex Runicus. Widoczne czerwone nagłówki i litery początkowe (inicjały).

Codex Runicus (CR) – 202-stronicowy rękopis sporządzony około roku 1300 pismem runicznym, czemu zawdzięcza swą nazwę, zawierający osiem tekstów o zróżnicowanej treści. Jego wyjątkowość polega na tym, że jest jednym z niewielu runicznych tekstów zapisanych na pergaminie, gdyż podstawowym nośnikiem pisma runicznego były przedmioty o twardej powierzchni jak kamień, drewno, metal czy kość. Ze względu na fakt, że rękopis zawiera m.in. średniowieczny kodeks prawny Skånske lov, stanowi on zabytek o wyjątkowej wartości historycznej i kulturowej.
Rękopis jest prawdopodobnie najbardziej znanym duńskim rękopisem średniowiecza, ale jest także jednym z najbardziej niezwykłych. Już w XI w. pismo łacińskie zakorzeniło się w Danii, a przynajmniej od połowy XIII w. było ono używane do pisania tekstów w języku duńskim.
Nie udało się wyjaśnić, jakie były motywacje piszących, który zdecydowali się na zapis pismem runicznym. Istnieje hipoteza, że prawdopodobnie chciano nadać tekstowi tajemniczy charakter lub sprawić wrażenie, że rękopis jest bardzo stary, i dzięki temu nadać tekstowi dodatkowej rangi i tym samym sprawić, by jego treść traktowano priorytetowo w stosunku do innych tekstów i praw. Ta ostatnia teoria współgra z faktem, że treść tekstu dotyczy uregulowań prawnych, które spisane starym alfabetem runicznym mają sugerować, że zawiera „stare dobre prawo”. Z drugiej zaś strony istnienie fragmentów innych rękopisów runicznych, pozwala przypuszczać, że używanie pisma runicznego było bardziej rozpowszechnione, niż się przypuszcza, że była to wręcz moda literacka w XIII-wiecznej Skanii.
Codex Runicus jest obecnie częścią zbioru pt. Kolekcja Rękopisów Arnego Magnusona (duń. Arnamagnæanske håndskriftsamling), w którym został oznaczony sygnaturą AM 28 8vo.Nazwa zbioru pochodzi od nazwiska filologa i badacza literatury islandzkiego średniowiecza Árniego Magnússona (1663-1730), który był pomysłodawcą i twórcą kolekcji, należącej obecnie do najważniejszych zbiorów średniowiecznych rękopisów islandzkich.Rękopis Codex Runicus ma postać książki, jaką znamy ze współczesnych czasów – arkusze pergaminu są złożone, zszyte i oprawione. Na grzbiecie oprawy widnieje tytuł rękopisu.
Autorzy rękopisu. Badania pisma wykazały, że teksty zostały spisane przez trzy osoby. Główny autor manuskryptu zapisał arkusze 1r-82v i 84r-91v. Inną ręką zapisano część obejmującą arkusze 92r-110r. Natomiast 83r-v (tekst Botløst mal), którą dopisano później, została sporządzona przez trzecią osobę. Oprawa książki pochodzi najprawdopodobniej z r. 1650, książka ma rozmiary: 138 mm x 138 mm x 57 mm. Tekst został napisany w Skanii, przypuszczalnie w klasztorze Herrevad.
Tekst runiczny. Zapisany runami tekst zwraca uwagę użyciem różnych barw atramentu. Sam tekst jest w kolorze czarnym, litery początkowe (inicjały) rękopisu zapisano różnymi kolorami, nagłówkom natomiast nadano kolor czerwony. Same runy są lekko zaokrąglone, jednak nie odstępują znacznie od postaci znanych z innych tekstów, tzn. w niewielkim stopniu zostały dostosowane do potrzeb pisania atramentem na pergaminie. Tekst zapisano pismem ciągłym, bez podziału na kolumny, strony zawierają 14 lub 15 linijek tekstu na stronie. Na jednej ze stron znajduje się alfabet runiczny z transliteracją na alfabet łaciński.
Właściciele rękopisu. Zapiski na pierwszych stronach zawierają kilka informacji odnośnie do kolejnych właścicieli zabytku. Wdowa po Eskildzie Gøye (zm. 1560) zanotowała w 1569 r., że książka należała do jej brata Antoniusa Bryske (ok. 1500–66) i że ona przekazał ją Pederowi Severinsenowi (ok. 1540-1602), kanonikowi w Viborgu:
„Thenne Boeg Haffuer hørt Min | sallige Broder Anthonius Bryske till. | Oc Nu haffuer ieg Sitzell Bryske | salig Eskel Gois Epterleuerske til langso | Giffuet hederlig Mand. Mester peder | seurinsson kanick Udi Viburge thend | Skriuet paa Langesoe then 29 dag Martij | Anno regis 1569“. W dolnej części strony Ole Worm, znany duński runolog (1588-1654), napisał notatkę, że on jest właścicielem książki: „Nunc optimo jure sibi vendicat olaus worm”. Nieco niżej widnieje zapisek syna Olego Worma, Willum Worm, z informacją o odziedziczeniu rękopisu:
„Hæreditario jure nunc possidet Wilhel|mus Worm | olai F.“ Zapiski kończy oświadczenie, że rękopis był częścią biblioteki Bibliotheca Borrichiana należącej do Olego Borchsa (1626-90): „Bibliotheca Borrichiana | posthac esto libelle.“ Ole Borch har også skrevet på verso-siden, at han har fået håndskriftet af Willum Worm: „Donum illustris Viri, Wilhelmi Wormij."
Zawartość. Rękopis zawiera osiem tekstów o zróżnicowanej treści i objętości. Pierwsze cztery i najdłuższe można scharakteryzować jako teksty prawne, pozostałe traktują o zagadnieniach historycznych, geograficznych i ostatni – najlepiej znany – ma charakter poetycki.
1. Prawo Skanii (duń. Skånske Lov, zob. tekst). W średniowieczu terytorium Danii było podzielone na trzy główne dystrykty prawne (duń. landskab), z których każdy zawiera zbiór aktów prawnych, tak zwane prawa dzielnicowe (landskalbslov): prawo jutlandzkie obejmowało Jutlandię i Fionię, prawo Valdemara i prawo Erika, Zelandię i sąsiednie wyspy, a Prawo Skanii obowiązywało w Skanii, Halland, Blekinge (od 1658 w granicach Szwecji) i na Bornholmie. W badaniach filologicznych cieszy się Skånske Lovszczególnym zainteresowaniem, ponieważ tekst zawiera wiele zjawisk i form językowych bardzo starych, które nie występują w innych tekstach staroduńskich.
2. Czyny nieobłożone grzywną, suplement do Prawa Skanii (duń. Bodløst mål, et tillæg til Skånske Lov, zob. tekst). Ten krótki dodatek do Prawa Skanii stanowi zestawienie szeregu poważnych przestępstw takich jak gwałt, podpalenie, kradzież a przede wszystkim zabójstwa z różnych miejsc i okresów. Wymienione czyny karalne nazwano w tytule Bodløst mål, co oznacza sprawy karne, których nie można rozstrzygnąć za pomocą nałożenia grzywny, a poprzez surowszą karę – pozbawienie wolności lub karę śmierci.
3. Prawo kościelne Skanii (duń. Skånske Kirkelov, zob. tekst). Mimo swojej nazwy tekst Skånske Kirkelov nie jest faktycznie dokumentem prawa kanonicznego, ale raczej umową między archidiecezją w Lund a ludnością diecezji. Krótki tekst dotyczy tylko kwestii konfliktu między obiema stronami. Ustawa sama prawdopodobnie pochodzi z ok. 1171, kiedy to uchwalono ustawę o Kościele w Zelandii (duń. Sjællands Kirkelov), która przypomina w kilku punktach tę dotyczącą Skanii.
4. O ziemi żony, suplement do Prawa Skanii (duń. Om konejord, et tillæg til Skånske Lov, zob. tekst). Krótki tekst będący suplementem do rozdz. 11 Prawa Skanii; jego główne przesłanie polega na przekazaniu informacji, że oceny gruntów muszą dokonać 3-4 osoby wyznaczone przez radę okręgu.
5. Poczet Królów (duń. Kongetal, zob. tekst). Tekst o treści historycznej zawierający kronikę duńskich władców od króla Frotho I, syna mitycznego króla Haddinga, aż do króla Erika. Treść jest bardzo lakoniczna, ogranicza się do wymienienia podstawowych faktów i niektórych wydarzeń z życia władców. 
6. Kronika runiczna (duń. Runekrønike, zob. tekst). Podobnie jak większość średniowiecznej literatury historycznej w języku duńskim, fragment kroniki znaleziony w Codex Runicus jest również zwięzłym stylistycznie opisem pewnego zagadnienia. Kronika wymienia królów duńskich od mitycznego króla Haddinga do Erika Menveda (zm. 1319 r.).
7. Granica państwa między Danią i Szwecją (duń. Landegrænse mellem Danmark og Sverige, zob. tekst) jest tekstem o charakterze geograficzno-historycznym, w którym przedmiotem opisu jest granica duńsko-szwedzka, której historia sięga czasów panowania Svena Widłobrodego (duń. Svend Tveskæg). Linia graniczna opisana jest w postaci krótkiej listy 6 kamieni ustawionych w określonych punktach granicznych między Halland, Skåne, Blekinge z jednej strony i Szwecją z drugiej.
8. Urywek melodii ludowej Ostatniej nocy śniłem sen (duń. Drømte mig en drøm i nat). Na ostatniej stronie rękopisu znajduje się krótki fragment tekstu duńskiej piosenki ludowej wraz z nutami. Jest to najstarszy zapis muzyczny odnaleziony w Skandynawii. Zamieszczony tekst, którego przesłanie nie jest jasne, ma następującą postać:
„Drømde mik æn drøm i nat
um silki ok ærlik pæl“
Sama treść nastręcza do tej pory trudności i doczekała się kilku interpretacji, przy czym znaczenie wyrazów silki oraz ærlik pæl nie jest dla badaczy jasne. Przyjęły się dwa tłumaczenia: ostatniej nocy śniłem sen o jedwabiu i drogocennych futrach oraz ostatniej nocy śniłem sen o równości i sprawiedliwej mierze.
Powyższy fragment tekstu piosenki ludowej należy do najbardziej znanych obecnie tekstów staroduńskich. Popularność zawdzięcza faktowi, że przez wiele lat zapisana nutami melodia wykorzystywana była w audycjach duńskiego radia (Danmarks Radio) jako stały przerywnik dźwiękowy (posłuchaj).